# Jean Chalopin

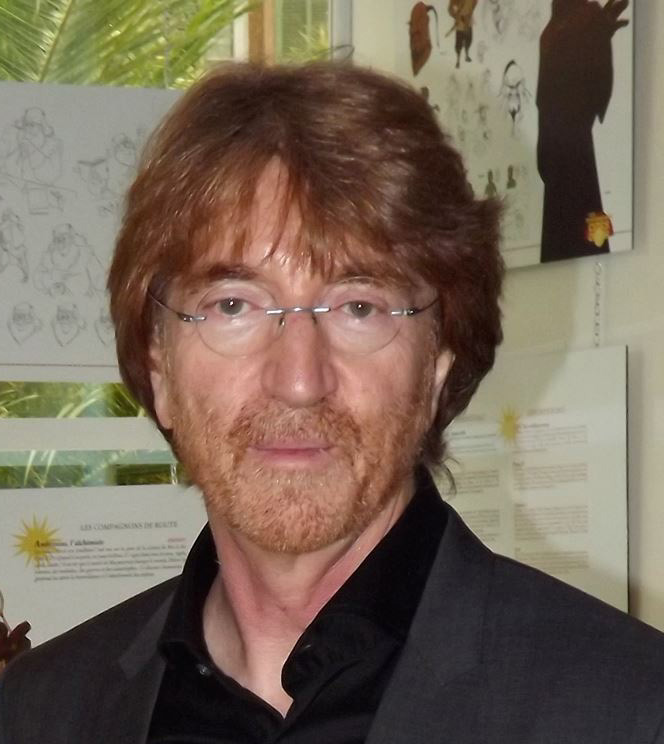
Jean Chalopin, 2013

Jean Chalopin (* 31. Mai 1950 in Tours) ist ein französischer Drehbuchautor, Filmproduzent und Bankier. Er ist Vorstandsvorsitzender der Deltec Bank & Trust Ltd. mit Sitz in Nassau (Bahamas).

## Leben und Werk
Chalopin verließ die Schule mit 14 Jahren mit einem Diplôme national du brevet, einem mittleren französischen Schulabschluss, und arbeitete anschließend in verschiedenen Gelegenheitsjobs, u. a. auch als Verteiler von Prospekten. 1968 gründete er seine erste Firma, die OGAP (Office de Gestion et d'Action Publicitaire), ein Verteiler von Werbeprospekten, die zunächst nur in einem Stadtteil von Tours aktiv war, die ihre Geschäftstätigkeit jedoch bald auf ganz Tours und die umliegenden Gemeinden ausdehnte. 1968 kaufte OGAP ein Filmstudio auf, in dem Werbefilme für das Fernsehen produziert wurden. Die Firma produzierte Filme, für die Chalopin die Drehbücher schuf, und die von Dominique Ferrandou, dem späteren Dokumentarfilmer, realisiert wurden.
1971 gründete er in Zusammenarbeit mit Radio Television Luxembourg DiC Entertainment (DIC) und schrieb und produzierte in der Folge eine Reihe von erfolgreichen Cartoonserien und Animationsfilmen.
1974 verlegte er die Filmproduktion auf Anregung von René Borg (1933–2014), ein Regisseur von Animationsfilmen, wegen der besseren Produktionsbedingungen nach Japan.
In Japan produziert wurde nach einer langen Phase von Werbefilmen 1981 zum ersten Mal ein Unterhaltungsfilm für Kinder, Ulysses 31 nach der Odyssee von Homer, an dem er als Drehbuchautor und Produzent beteiligt war, und der als französisch-japanisch-luxemburgische Gemeinschaftsproduktion veröffentlicht wurde.
1982 gründete Chalopin zusammen mit Andy Heyward die DiC USA. Im selben Jahr startete er zusammen mit Heyward die Erfolgsserie Inspektor Gadget (86 Episoden)
2013 erschien in Vanity Fair der Artikel „16 Real Modern Technologies Predicted by Inspector Gadget“, in dem der Autor eine Reihe von Technologien auflistet, die in der Serie bereits benutzt werden, Jahre bevor sie in der Realität erfunden worden sind, darunter Laptop-Computer, Smartwatch, Digital Maps, Skype, Facetime, GPS oder Google Glass.
1987 verkaufte Chalopin seine Anteile an der DiC, gründete das Medienunternehmen C&D (Créativité et Développement) und produzierte bis in die 1990er Jahre Cartoons. 1996 verkaufte Chalopin seine Rechte an der C&D library an Fox Kids Worldwide, die Gesellschaft selbst wurde von Saban International Paris übernommen.
In den 1980er Jahren erwarb Chalopin das Château de Farcheville in Bouville bei Paris, das sich damals ein einem ruinösen Zustand befand. Er ließ es aufwendig restaurieren und mit Mobiliar aus der Zeit ausstatten. Kurz vor dem endgültigen Abschluss der Restaurierungsarbeiten, die sich über zehn Jahre hinzogen, gab er das Projekt auf, verkaufte das Anwesen an ein US-amerikanisches Konsortium und verließ Frankreich.
Nach dem Verkauf des Unternehmens gründete er auf den Bahamas die Deltec Bank.
Jean Chalopin ist verheiratet und hat zwei Kinder.